# Piat
Pour les articles homonymes, voir Piat (homonymie).
Piat est une municipalité de la province de Cagayan, aux Philippines.

## Barangays
Piat compte 18 barangays.
| - Apayao - Aquib - Dugayung - Gumarueng - Macapil - Maguilling - Minanga - Poblacion I - Santa Barbara | - Santo Domingo - Sicatna - Villa Rey (San Gaspar) - Warat - Baung - Calaoagan - Catarauan - Poblacion II - Villa Reyno |